# Berlinbörsen

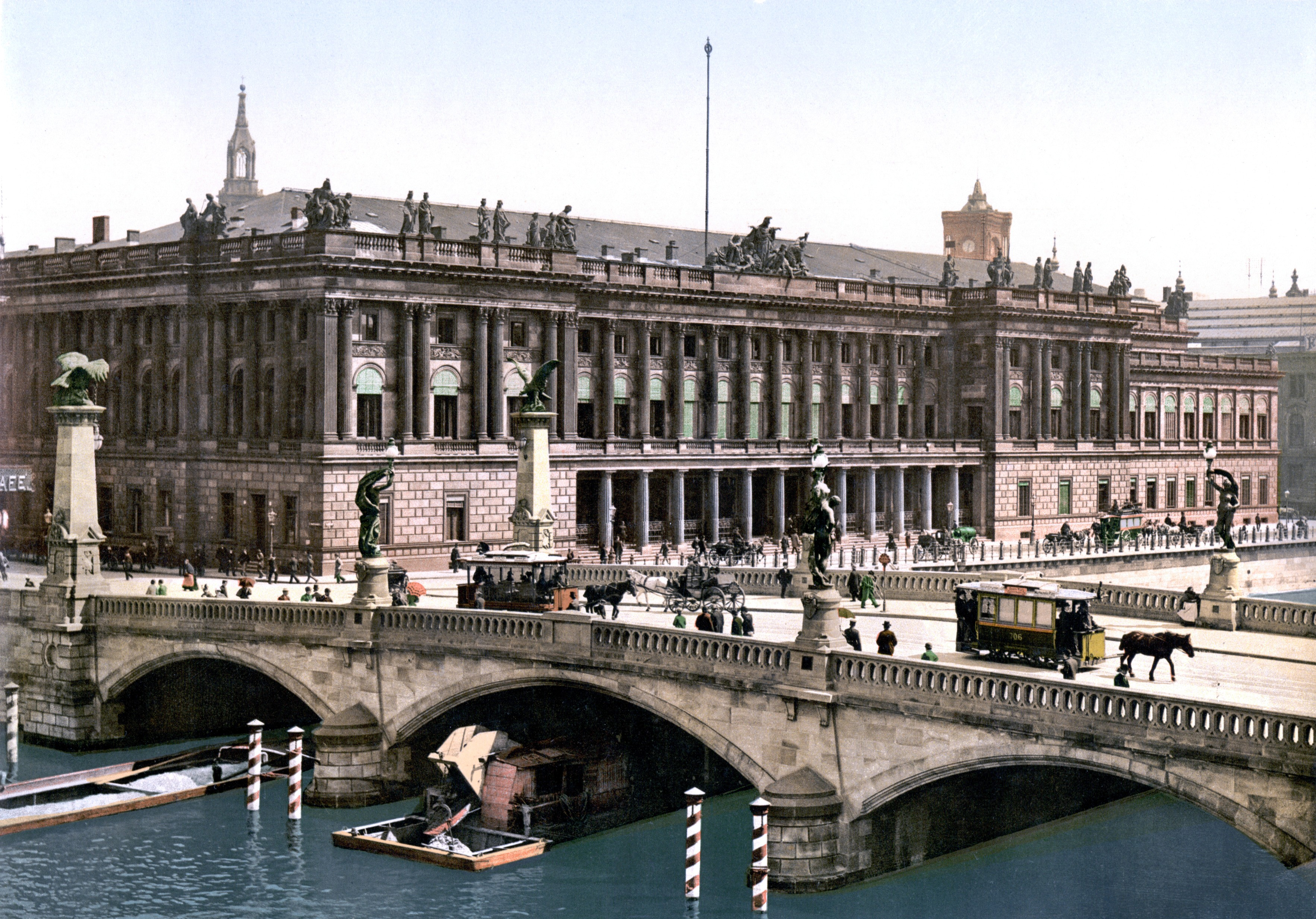
Berlinbörsens tidigare byggnad, designad av Friedrich Hitzig, som den såg ut 1900.

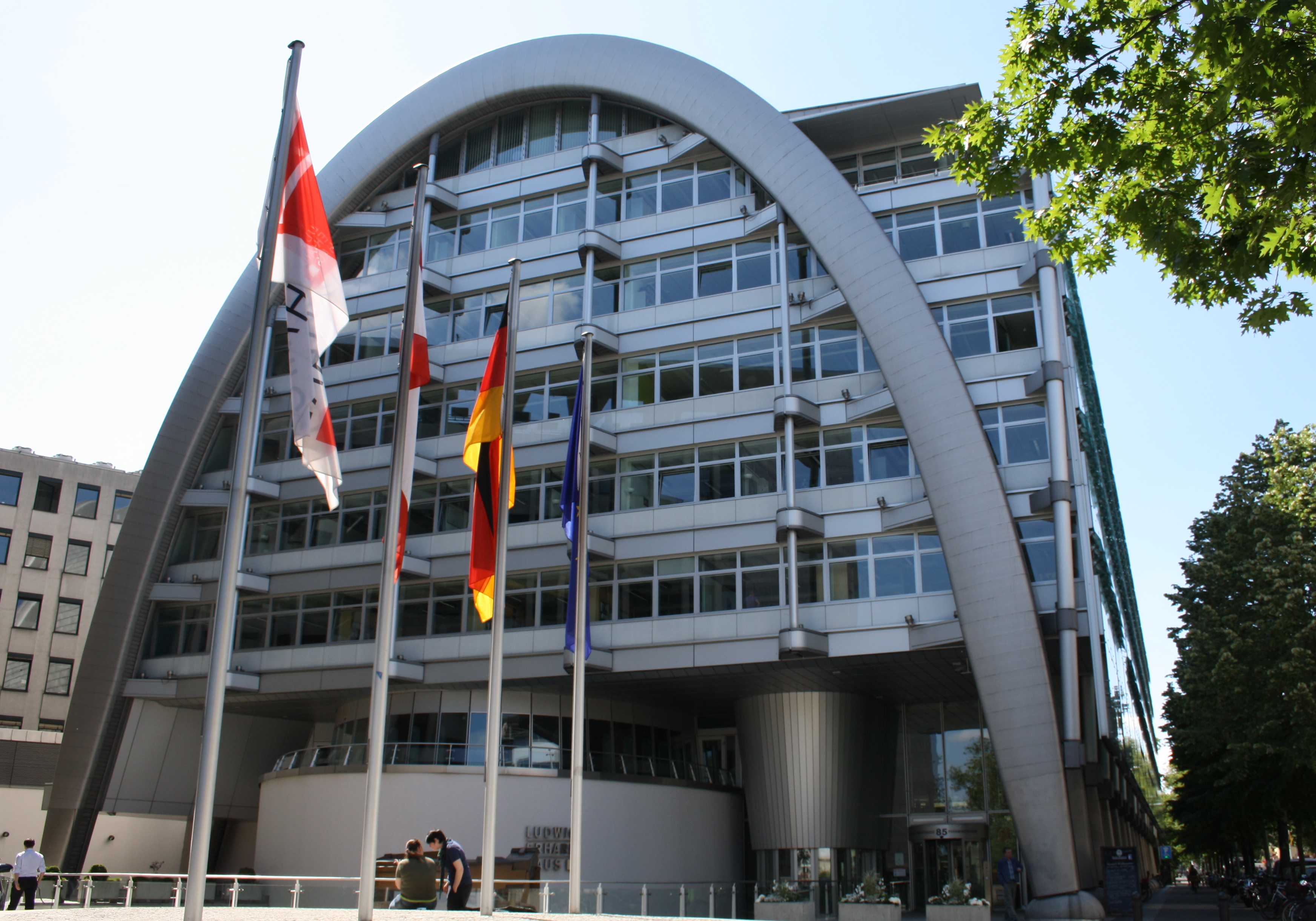
Berlinbörsens huvudkontor designad av Nicholas Grimshaw.

Berlinbörsen (eller Börse Berlin AG) är en börs med säte i Berlin, Tyskland, grundat 1685 av storfursten Fredrik Vilhelm I av Brandenburg och är en av de äldsta börserna i Tyskland.

## Historik
Fram till början av första världskriget, var Berlinbörsen en av de tre viktigaste i världen - efter London och bredvid New York. Den 24 maj 1944 brann börsbyggnaden efter att ha träffats i ett luftangrepp, ruinerna revs 1957. Efter kriget öppnades Berlinbörsen i Västberlin igen. Berlinbörsen har idag sitt huvudkontor designat av Nicholas Grimshaw vid Fasanenstrasse 85 i stadsdelen Charlottenburg.